# Bundesliga de 1999–00
A Primeira Divisão da Bundesliga de 1999–00 foi a 37.ª edição da principal divisão do futebol alemão. O campeão foi o Bayern de Munique, que conquistou seu 16º título na história do Campeonato Alemão.

## Premiação
| 1. Fußball-Bundesliga 1999-2000          |
| Baviera                                  |
| ---------------------------------------- |
| BAYERN DE MUNIQUE Bicampeão (16º título) |